# Draconarius baxiantaiensis
Draconarius baxiantaiensis là một loài nhện trong họ Amaurobiidae.
Loài này thuộc chi Draconarius. Draconarius baxiantaiensis được Jia-Fu Wang miêu tả năm 2003.